# Forest Green Rovers FC
Forest Green Rovers FC är en engelsk fotbollsklubb i Nailsworth, grundad 1889. Hemmamatcherna spelas på The New Lawn. Smeknamnet är The Rovers, men klubben kallas även FGR. Klubben spelar i League Two.

## Historia
Klubben grundades 1889 och smeknamnet Rovers tillkom fyra år senare. Ett år efter det var klubben med och bildade Mid Gloucestershire League. Under i stort sett alla år från sekelskiftet 1900 och nästan ända fram till andra världskriget deltog klubben i två ligor varje säsong (alls inte ovanligt då ligorna hade färre klubbar än dagens ligor). När Mid Gloucestershire League lades ned 1902 gick klubben med i den nybildade Stroud & District League och man gick även med i Dursley & District League, som man vann 1902/03. Klubben vann Stroud & District League 1911/12 efter att ha slagits ihop med en annan klubb från Nailsworth. Då kallades klubben Nailsworth & Forest Green United FC.
Efter första världskriget åtnjöt klubben stora framgångar med två ligavinster och tre cupvinster innan man var med och bildade Gloucestershire Northern Senior League 1922. Fyra år senare blev klubbens hemmaarena officiellt inhägnad och fick namnet The Lawn Ground. Klubben hade spelat där sedan starten och flyttade inte därifrån förrän 2006. 1937/38 vann klubben Gloucestershire Northern Senior League för första gången.
1968 var klubben med och bildade Gloucestershire County League och 1975 flyttades man upp till Hellenic Football League. 1982 vann klubben finalen i FA Vase på Wembley och samma säsong vann man även Hellenic Football Leagues Premier Division och flyttades upp till Southern Football League Midland Division. Där hamnade klubben under de närmaste åren nära botten av tabellen och i ett försök att vända trenden bytte klubben 1989 namn till Stroud FC (Stroud är en större ort en knapp mil norr om Nailsworth). Detta visade sig dock vara ett stort misstag när många fans och personer engagerade i klubben vände klubben ryggen.
Efter bara tre år bytte klubben tillbaka till sitt gamla namn och under ledning av den nya ordföranden Trevor Horsley nådde klubben stora framgångar. Man vann Southern Football League Southern Division, som man flyttats till från Midland Division, 1996/97 och flyttades upp till ligans Premier Division. Redan under den första säsongen på den nivån vann klubben även den divisionen och flyttades upp till Football Conference.
Under första säsongen i Football Conference, 1998/99, kom klubben överraskande så bra som tolva (av 22) och i FA Trophy gick man ända till finalen på Wembley, som man dock förlorade. Man blev därigenom den första klubben någonsin att spela final både i FA Vase och FA Trophy. Året efter undvek man nedflyttning under de sista fem minuterna av sista omgången, men under säsongen efter det gick man till final i FA Trophy igen. För andra gången på tre år förlorades dock finalen.
Klubben nådde sin dittills bästa ligaplacering 2003 med en niondeplats, men åren efter fick man kämpa för att undvika nedflyttning. Samtidigt sattes planer i verket för att bygga en ny hemmaarena som skulle uppfylla kraven från The Football League, bara 400 meter från den gamla arenan. Den nya arenan, som fick namnet The New Lawn, finansierades genom att man sålde marken som den gamla arenan fanns på till ett bostadsprojekt, och den invigdes i september 2006.

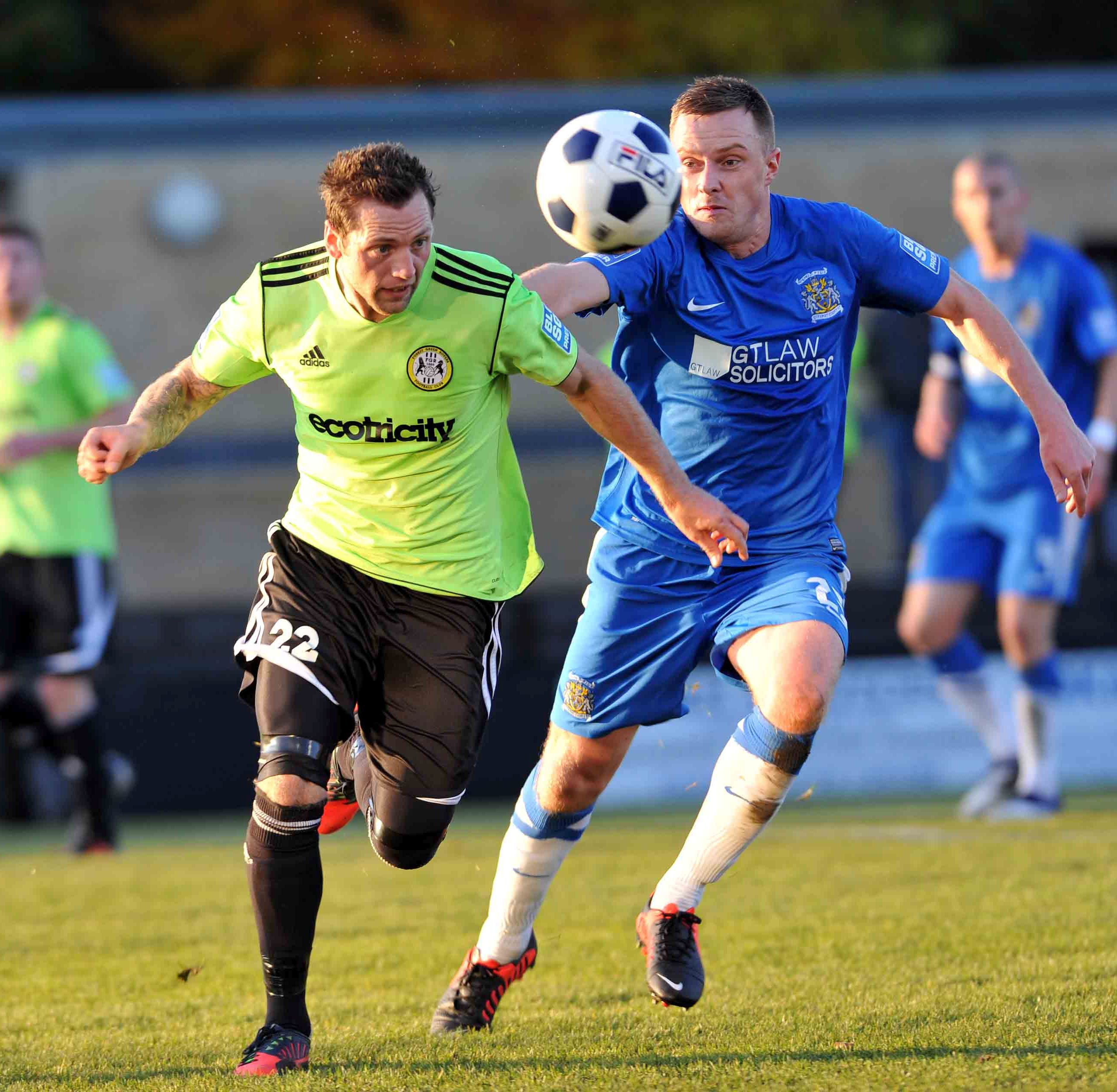
Match mellan Forest Green Rovers och Stockport County säsongen 2012/13.

Efter säsongen 2009/10 verkade det som om klubbens tolvåriga sejour i Football Conferences högsta division var över, men senare beslutade ligan att flytta ned Salisbury City i stället på grund av brott mot ligans finansiella regler. Samma år köptes klubben av Dale Vince, som blivit förmögen på miljövänlig el. Klubben skapade rubriker i februari 2011 när man förbjöd försäljning av rött kött på hemmaarenan. Den 1 november 2014, på Internationella vegandagen, spelade klubben en hemmamatch där bara veganmat serverades, troligen den första gången en sådan fotbollsmatch spelats.
Säsongen 2014/15 tog sig klubben genom en femteplats för första gången till playoff för att gå upp till League Two, men man förlorade i första omgången mot Bristol Rovers. Året efter, då divisionen bytt namn till National League, nådde klubben sin dittills bästa ligaplacering genom att komma tvåa. I playoff till League Two gick man till final på Wembley, där det dock blev förlust mot Grimsby Town med 1–3. Tidigare under säsongen hade man lanserat sig som världens första helt veganska fotbollsklubb.
Säsongen 2016/17 slutade Rovers på tredje plats i National League och vann efter playoff mot Dagenham & Redbridge och Tranmere Rovers för första gången i sin då 128-åriga historia uppflyttning till English Football League. Med sina blott 5 800 invånare blev Nailsworth samtidigt den minsta ort som någonsin haft en klubb i English Football League.
2018 blev Forest Green världens första fotbollsklubb att bli förklarad koldioxidneutral enligt FN:s klimatkonvention.
4 juli 2023 utsågs Hannah Dingley till huvudtränare och blev därmed den första kvinnliga tränaren att leda ett engelskt professionellt herrlag. 

## Spelare

### Spelartrupp
| 1  | England | Luke McGee    | 2 september 1995  | Portsmouth (-20)       |
| 13 | England | Alfie Burnett | 12 november 2002  | Rotherham United (-22) |
| 24 | Wales   | Lewis Thomas  | 20 september 1997 | Swansea City (-18)     |

| 2  | Irland   | Corey O'Keeffe      | 5 juni 1998      | Rochdale (-22)                |
| 3  | Irland   | Dominic Bernard     | 29 mars 1997     | Birmingham City (-19)         |
| 5  | England  | Oliver Casey        | 19 december 2000 | Blackpool (-22)               |
| 6  | England  | Baily Cargill       | 5 juli 1995      | Milton Keynes Dons (-21)      |
| 11 | England  | Harry Boyes         | 2 november 2001  | Sheffield United (-22)        |
| 15 | England  | Jordan Moore-Taylor | 21 januari 1994  | Milton Keynes Dons (-20)      |
| 16 | Wales    | Jacob Jones         | 5 september 2001 | Swansea City (-22)            |
| 19 | England  | Sean Robertson      | 6 juni 2001      | Crystal Palace (-22)          |
| 22 | England  | Udoka Godwin-Malife | 9 maj 2000       | Oxford City (-19)             |
| 23 | Portugal | Christian Marques   | 15 januari 2003  | Wolverhampton Wanderers (-22) |
| 44 | Wales    | Murphy Bennett      | 23 december 2004 | Manchester City (-21)         |

| 7  | England   | Ben Stevenson      | 23 mars 1997      | Colchester United (-21) |
| 8  | Skottland | Regan Hendry       | 21 januari 1998   | Raith Rovers (-21)      |
| 10 | England   | Armani Little      | 5 april 1997      | Torquay United (-22)    |
| 17 | Skottland | Kyle McAllister    | 21 januari 1999   | St. Mirren (-22)        |
| 25 | England   | Myles Peart-Harris | 18 september 2002 | Brentford (-22)         |
| 26 | England   | David Davis        | 20 februari 1991  | Shrewsbury Town (-22)   |
| 27 | England   | Harvey Bunker      | 15 april 2003     | Forest Green Rovers FC  |
| 29 | England   | Reece Brown        | 3 mars 1996       | Huddersfield Town (-22) |
| 40 | England   | Finn Bell          |                   | Forest Green Rovers FC  |

| 9  | England | Mathew Stevens | 12 februari 1998 | Peterborough United (-19) |
| 14 | England | Jamille Matt   | 20 oktober 1989  | Newport County (-20)      |
| 18 | Norge   | Bryan Fiabema  | 16 februari 2003 | Chelsea (-22)             |
| 20 | England | Sean O'Brien   | 13 oktober 2001  | Millwall (-22)            |
| 21 | England | Connor Wickham | 31 mars 1993     | Milton Keynes Dons (-22)  |
| 28 | England | Josh March     | 18 mars 1997     | Leamington (-20)          |

Not: Spelare i kursiv stil är inlånade.

### Utlånade spelare
| Nr | Land | Pos | Namn |
| -- | ---- | --- | ---- |

## Meriter

### Liga
- League Two eller motsvarande (nivå 4): Mästare 2021/22
- Southern Football League Premier Division: Mästare 1997/98
- Southern Football League Southern Division: Mästare 1996/97
- Hellenic Football League Premier Division: Mästare 1981/82
- Gloucestershire Northern Senior Football League: Mästare 1937/38, 1949/50, 1950/51
- Gloucestershire Northern Senior Football League Division Two: Mästare 1955/56
- Stroud Premier League: Mästare 1934/35, 1935/36, 1936/37
- North Gloucestershire Association Football League: Mästare 1920/21, 1921/22
- Stroud & District Football League: Mästare 1911/12, 1920/21
- Dursley & District Football League: Mästare 1902/03

### Cup
- FA Vase: Mästare 1981/82
- Gloucestershire Senior Cup: Mästare 1984/85, 1985/86, 1986/87, 2015/16
- Northern Junior Cup: Mästare 1920/21